# Napolitain (cheval)
Pour les articles homonymes, voir Napolitain (homonymie).
Le cheval Napolitain ou Napoletano est une race de chevaux italiens, originaire de Naples et de ses environs, très connue entre le XVe  et le XVIIIe siècle. Il a été utilisé à l'époque dans toutes les cours européennes pour des exhibitions de Haute école et pour l'amélioration d'autres races. Cette race s'est éteinte au début du XXe siècle mais quelques passionnés tentent de la faire revivre en croisant des spécimens qui, par leurs origines, ont hérité de ses caractéristiques.
Traditionnellement, on appelle « chevaux Napolitains » les chevaux nés dans le Sud de l'Italie, dans les régions actuelles des Abruzzes, de la Campanie, du Molise, des Pouilles, de la Basilicate et dans une partie du Latium.

## Histoire

### Légende
Un mythe grec prétend qu'une créature ressemblant à un cheval courait sur la lave du Vésuve. On pense que les premiers colons grecs, découvrant des chevaux qui grâce à leurs sabots exceptionnellement solides déambulaient sur les pentes abruptes et recouvertes de blocs de lave du volcan, auraient cru voir un animal surnaturel. Le cheval fit ensuite l'objet d'un véritable culte à Néapolis, cité qu'ils fondèrent, et dont il devint l'emblème. Une tête de cheval est encore visible au Musée archéologique de Naples qui a appartenu à une statue vénérée par le peuple qui lui attribuait le pouvoir de guérir les animaux.

### Origines

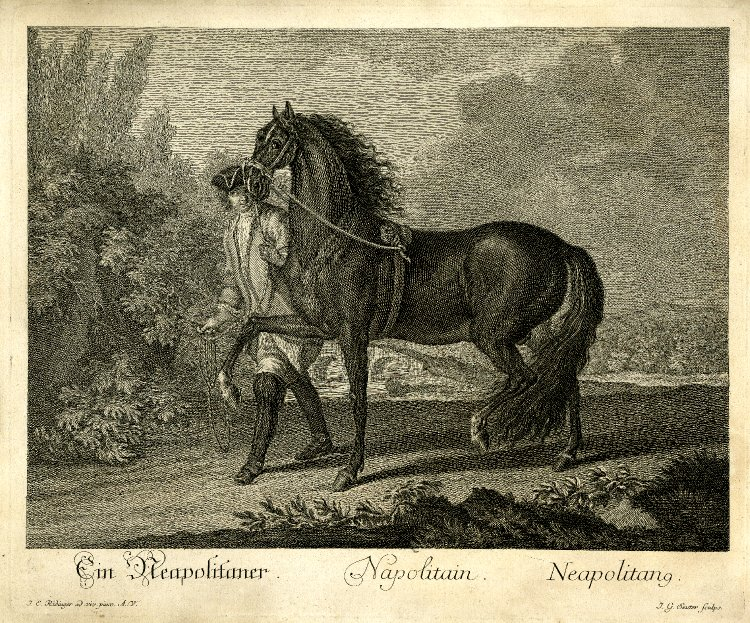
Un cheval Napolitain vu par Johann Elias Ridinger au XVIIIe siècle.

Le cheval Napolitain est originaire de la Campania felix, une plaine qui s'étend du Volturno à Sarno, et qui correspond à une partie du territoire des provinces de Caserte et de Naples. Cette zone a toujours été propice à l'élevage de chevaux, puisque les Étrusques avaient déjà choisi cette zone pour installer leurs élevages, à l'abri des risques d'invasions grecques. De plus, le sol volcanique et l'apport calcaire des deux rivières riches en calcium qui délimitent ce territoire offrent un environnement propice à l'élevage équin  Les Romains y élèvent ensuite leurs meilleurs chevaux pour la cour impériale.
Capoue, située à environ trente-cinq kilomètres au nord de Naples, a été certainement le centre de l'élevage équin en Campanie. Cette activité très lucrative contribua à la richesse légendaire de cette ville. Les notables qui la gouvernaient avaient le titre d'Equites, preuve de l'importance de la culture équestre sur la vie politique de la ville. De nombreuses embouchures de fabrication locale, de forme très différente de celle des mors de l'époque préromaine, ont été retrouvées dans la nécropole de la ville. La ville avait en effet été fondée par les Étrusques dont les techniques étaient différentes de celles des Grecs et dont les chevaux étaient beaucoup plus grands, avec une encolure plus élancée. Il est possible que l'élevage de chevaux de prestige en Campanie ait débuté avec les Étrusques.
Au IIIe siècle av. J.-C., les Romains importèrent des chevaux barbes qu'ils croisèrent avec les chevaux locaux, créant ainsi une race typée très différente de celles qui existaient dans le reste de l'Europe. Ce cheval campanien aux traits orientalisants avait un chanfrein droit ou convexe, une encolure longue et fine, une croupe assez carrée, et mesurait 1m45 au garrot.
L'avènement de la République marinière d'Amalfi permet l'importation de chevaux turcs qui, croisés avec les chevaux locaux, forment la base du cheval Napolitain et en accroit les traits orientalisants. Mais il faut attendre le XVe siècle et la domination espagnole pour que les caractéristiques de la race soient fixées. Des échanges fréquents avec l'Espagne permettent aux chevaux espagnols de venir renouveler le sang de la race locale.

### Moyen Âge
En 1443, les Aragonais succèdent aux Angevins, le commerce des chevaux avec l'Espagne permet à l'élevage de prospérer. L'art de l'équitation prend son essor. L'écuyer de la cavalerie royale est le personnage le plus en vue de la cour et est investi de grands pouvoirs. Alphonse V d'Aragon fonde des haras à dix kilomètres de Capoue ainsi qu'un centre d'entrainement près de Nola, au sud-est de Naples. Les échanges de chevaux entre le royaume de Naples et l'Espagne se multiplient. Les chevaux ibériques ayant eux-mêmes beaucoup de sang barbe dans les veines, cela renforce celui déjà présent dans la race napolitaine. Le souverain fait frapper une monnaie qu'il appelle "cavallo" dont un côté est à son effigie et l'autre à celle d'un cheval.
Au XIVe siècle, son marché de chevaux est déjà important, comme le rappelle Boccace au début de la cinquième histoire du deuxième jour de son Décaméron.
À la fin du XIIIe siècle, Charles d'Anjou conquiert le royaume de Naples. Captivé par les chevaux napolitains, devenu roi de Naples, il développe l'élevage et interdit l'apport de sang étranger. Il ordonne aux éleveurs de séparer les plus belles juments et les meilleurs étalons afin que leurs produits se distinguent par leur noblesse et leur beauté. Le roi en limite la possession aux princes et aux grands.

### Renaissance

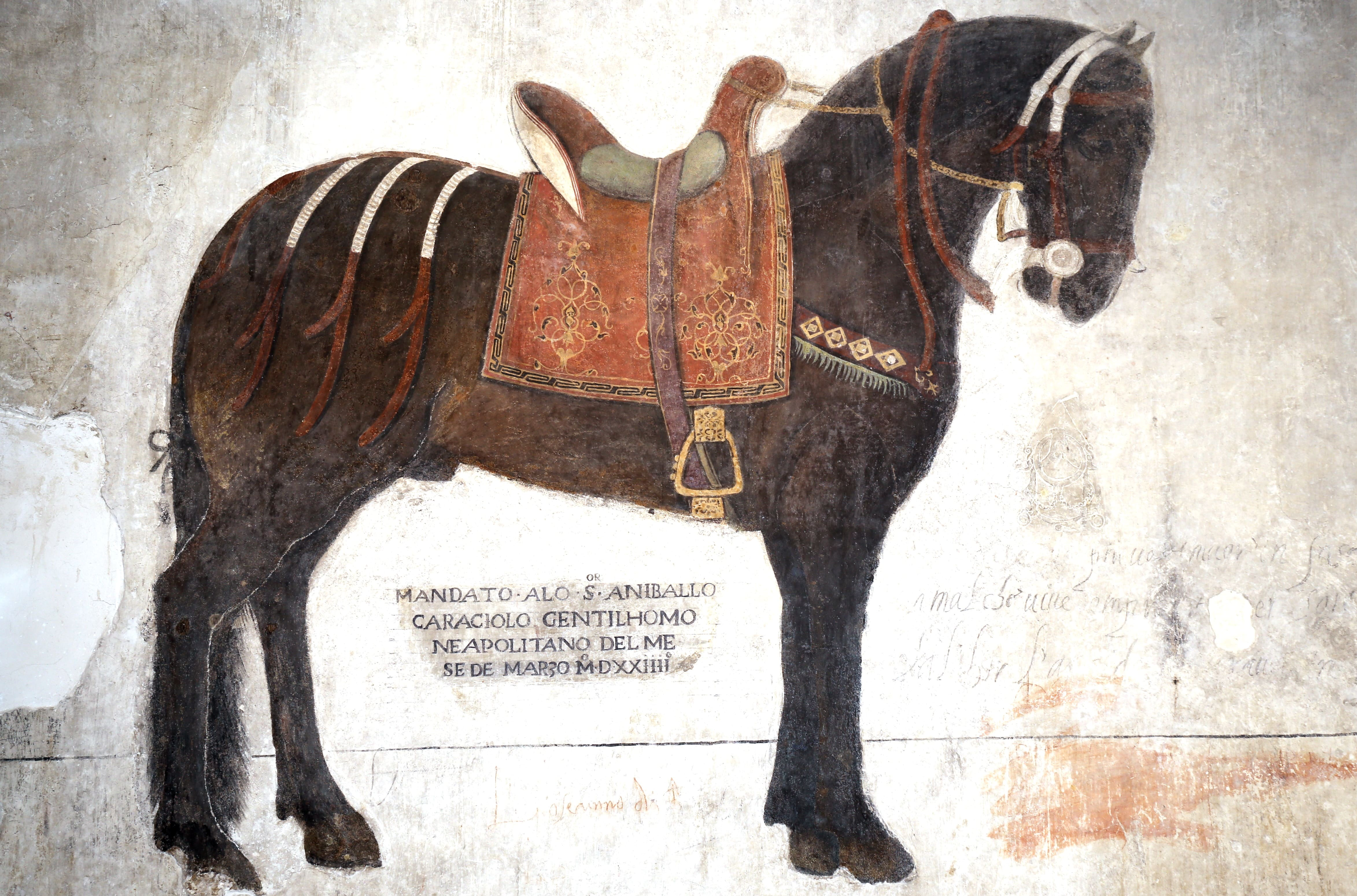
Cheval napolitain, fresque palais de Venafro

Au XVIe siècle, le cheval Napolitain est très recherché et exporté partout en Europe. C'est alors une période de faste pour la race où le spectacle équestre est fortement apprécié et où les grands écuyers rivalisent de talent dans la pratique de la Haute école. Cependant, il est rare que les traités d'équitation fassent allusion explicitement aux chevaux napolitains car les dynasties régnantes, toutes d'origine espagnole, ne toléraient pas que l'on admire autant une race non originaire de leur mère patrie. Ainsi lorsque Federico Grisone donne une description du cheval de dressage idéal qui correspond dans les moindres détails au cheval napolitain, il n'en précise pas la race. En 1560, Giovanni Battista Ferraro parle de façon générale de la perfection du corps des chevaux élevés dans le royaume et loue leur caractère malléable grâce aux méthodes des éleveurs qui ne sevraient jamais les poulains avant deux ans. Lorsque le cardinal Louis d'Aragon, petit-fils du roi de Naples, vint à Blois en octobre 1517, son secrétaire Antonio de Beatis rapporte que les écuries royales étaient remplies de chevaux napolitains. Selon le Napolitain Pasquale Caracciolo, l'empereur Charles Quint, fin connaisseur, voulait un cheval napolitain pour son usage personnel considérant qu'il était adapté pour tous les usages. En 1624, Macaulay, historien anglais, décrit l'arrivée retentissante du duc de Portland, ambassadeur d'Angleterre à Paris, dont le carrosse était tiré par huit magnifiques chevaux napolitains.
Le marquis de Mantoue utilisait des juments Napolitaines pour améliorer ses coursiers. Les Gonzague envoyèrent leurs experts dans les haras du sud de l'Italie afin d'y acheter les meilleurs chevaux car ils considéraient que la race Napolitaine combinait les qualités des chevaux turcs, berbères et espagnols ce qui permettait d'obtenir ce qu'il y a de mieux en termes de reproduction. Dans les faits, ils étaient robustes et rapides, avaient une silhouette fringante caractérisée par un chanfrein convexe ou Roman, et se déplaçaient très élégamment.
Toutefois, au milieu du XVIe siècle, Cesare Fiaschi se plaint dans son Trattato dell'imbrigliare atteggiare, e ferrare Cavalli, des nombreux croisements qui selon lui aurait mené à une dégénérescence de la race Napolitaine.
La race napolitaine connait son apogée au XVIe siècle et XVIIe siècle. À cette époque, tous les monarques européens veulent avoir des chevaux Napolitains dans leurs écuries. Le prince allemand Ludwig Anhalt-Kothen rapporte qu'un cheval Napolitain servit de modèle pour la statue équestre de Cosme 1er de Toscane (1519-1574)  sculptée par Jean Bologne qui fut érigée piazza della Signoria à Florence en 1594.

### XVIIIesiècle
Au début du XVIIIe siècle, Naples passe sous la domination autrichienne qui importe un grand nombre de chevaux napolitains. Mais les Autrichiens sont bientôt chassés par Charles de Bourbon, qui devient roi de Naples, et qui est un grand amateur de chasse à courre. Pour la pratique de cette activité, il crée une nouvelle race née du croisement du cheval Napolitain et du pur-sang arabe : le Persano. En 1741, le sultan de Constantinople offre au roi de Naples quatre étalons de pure race turque qui viendront enrichir le patrimoine du cheval Napolitain. Il crée un élevage sur le site de Carditello auquel il donne le nom de "race royale de Carditello". Plus passionné par la chasse que par l'équitation, il altère peu à peu la spécificité de la race napolitaine avec l'apport de sang arabe et andalou. Heureusement, quelques éleveurs, attachés aux traditions antiques, conservèrent intacts les traits typiques de la race. Ferdinand IV de Naples succède à son père sur le trône. Son intérêt pour les chevaux est plutôt centré sur les courses. L'abbé de Saintenon, dans son ouvrage datant de 1780 et intitulé Voyages pittoresques de Naples et de Sicile, critique la cour de Naples qui est si jalouse de ses chevaux qu'elle refuse d'en faire sortir un seul du royaume, sous peine de galères et de la confiscation des chevaux. Si quelques familles d'éleveurs restent attachées à la race napolitaine, l'intérêt pour l'art équestre se raréfie et seuls les étrangers achètent encore ces chevaux.
Les rois de Naples faisaient porter par une jument blanche de race napolitaine appelée Guinée, le tribut annuel qu'ils devaient au pape.

### Extinction
Le prestige de la race Napolitaine demeura intact jusqu'au XIXe siècle. Toutefois, dès 1733, dans son École de Cavalerie, François Robichon de la Guérinière relègue les chevaux Napolitains, auxquels il reconnaît par ailleurs une disposition naturelle pour le piaffer, à l'attelage du fait de leur manque de soumission.
À partir des années de l'unification italienne, l'élevage de chevaux Napolitains a commencé à montrer des signes de décadence. Le peintre Emil Volkers, à la fin du XIXe siècle, est le dernier à donner une description du standard de la race. Il signale aussi sa menace d'extinction. Au début du XXe siècle, quelques auteurs parlent d'excellents sujets qu'on retrouve encore chez certains éleveurs de la région de Capoue. Mais ces chevaux sont généralement achetés par des agriculteurs pour le travail. Le patrimoine que représente cette race, ainsi que toutes les races de chevaux italiens, n'intéresse pas les autorités dans une période de mécanisation et de fort développement. Les haras nationaux italiens (Incrementi Ippici) sont aussi sinistrés et l'élevage italien ne se maintient que grâce aux courses et aux compétitions sportives où seuls certains types de chevaux sont utilisés.

### Héritage

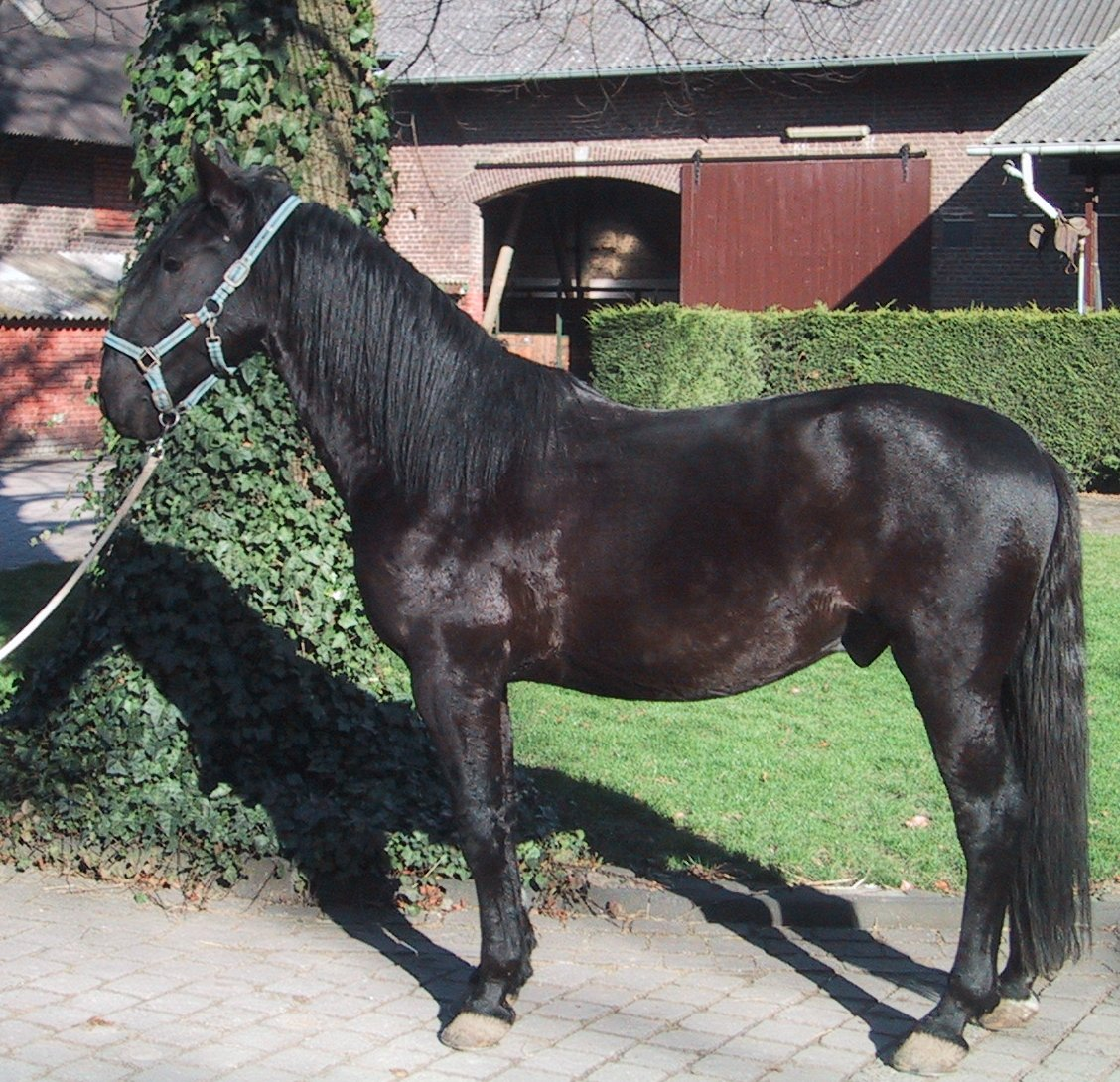
Ce Kladruber possède une morphologie proche de celle du cheval Napolitain historique.

L’héritage du cheval Napolitain est présent dans les origines de nombreuses races européennes. Entre le XVIe et le XVIIIe siècle, il est utilisé en croisement et améliore ainsi l’Hanovrien, le Holsteiner, l’Oldenbourg, l’Altwürtemberger, le Gelderland, le Frederiksborg et le Kladruber. D’autres races sont directement issues de lignées de chevaux napolitains. C’est ainsi le cas du Persano, du Murgese mais surtout  du  Lipizzan,. En effet dans les six étalons fondateurs de la race, deux sont des chevaux Napolitains : Conversano et Napolitano. Le premier est un étalon bai-brun né en 1767 ; le second est bai et est né à Naples en 1790,.
Les chevaux actuels les plus proches des anciens chevaux napolitains sont les Lipizzans et les Kladruber.
Deux étalons célèbres d'origine napolitaine furent la propriété des Habsbourg, Cerberus et Scaramuie, qui figurent sur les portraits de cour du peintre écossais George Hamilton (1672-1737).

### Renouveau

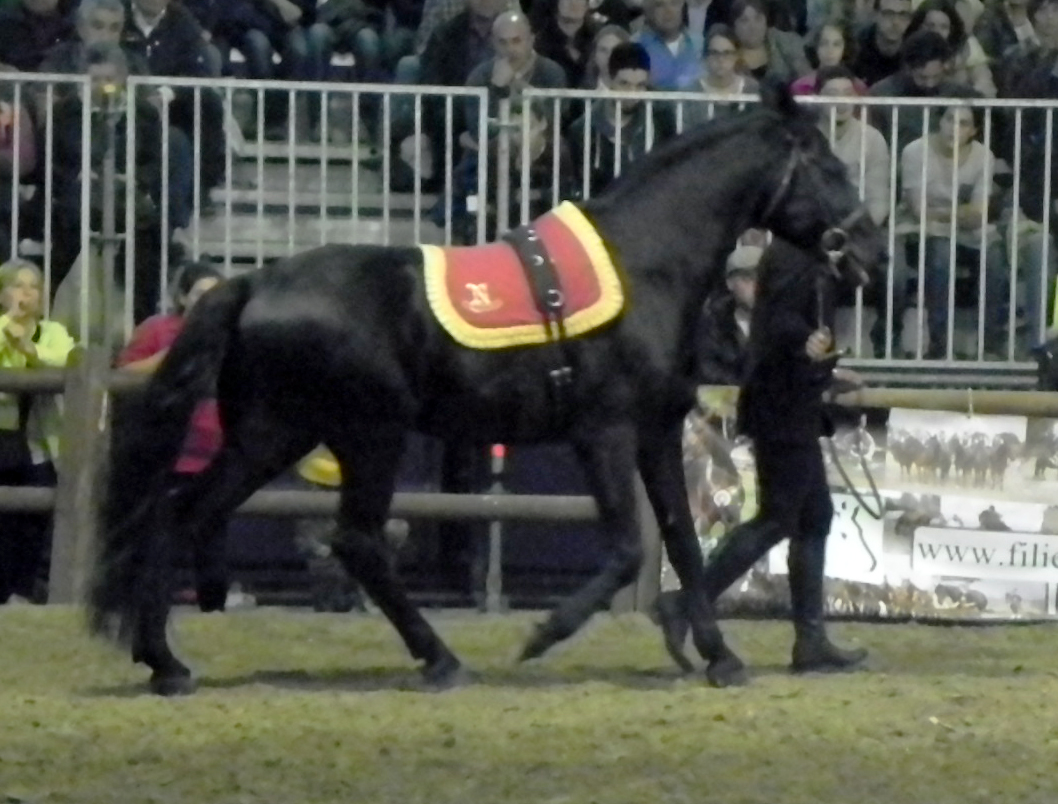
Cheval napolitain moderne présenté à la Fieracavalli 2014.

Le renouveau du cheval Napolitain est le fait d'un Napolitain passionné, Giuseppe Maresca. Ses recherches l'ont amené à la rencontre des descendants du cheval Napolitain comme le Salernitano italien ou le Lipizzan autrichien. Mais c'est finalement en Serbie qu'il découvre un descendant des chevaux Lipizzan de sang napolitain. À partir de cet étalon, baptisé Neapolitano, ramené en Italie en 1989, Giuseppe Maresca va tenter des croisements et sélectionner avec l'aide de zootechniciens spécialisés en la matière, les éléments les plus représentatifs des caractéristiques morphologiques de l'ancienne race. Après plusieurs poulains aux caractéristiques intéressantes, en 1995, naît la première pouliche dont il est entièrement satisfait et qu'il appelle Cianciosa, nom d'une célèbre jument d'antan. La nouvelle race est désormais reconnue par le ministère de l'Agriculture italien et possède également son propre studbook. Le standard de la race a été approuvé par les zootechniciens de l'université de Naples. En décembre 2005, 20 juments et 4 étalons sont inscrits au registre de la race. En 2009, la première lignée compte 5 étalons. Le plus beau de chaque génération porte le nom de Neapolitano suivi d'un chiffre romain. Les autres ont un nom commençant toujours par un N; Les plus beaux d'entre eux forment d'autres lignées. La descendance de Il Tuono, jeune étalon acheté en 1980 qui avait conservé des traces de la race napolitaine, porte un nom précédé de l'article "Il".

## Description

### Morphologie

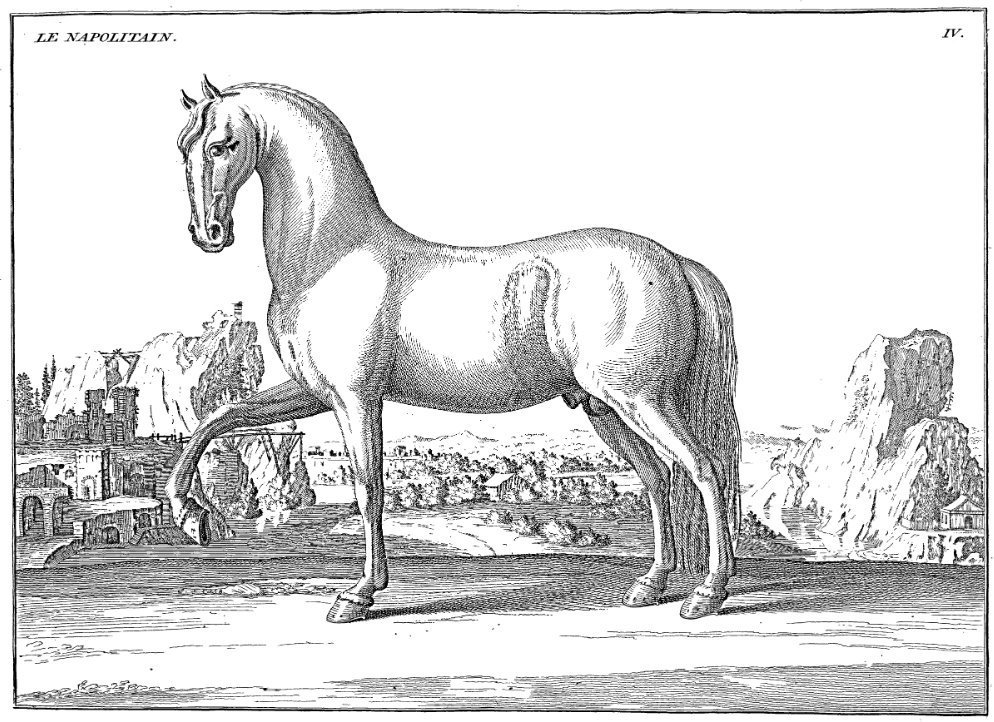
Un cheval Napolitain vu par le Baron d'Eisenberg au XVIIIe siècle.

Un poète anonyme décrit le cheval Napolitain de la façon suivante :

« Le cheval de Naples a une tête petite
et de petites oreilles,
son front est large,
son toupet est touffu et ses yeux sont de feu,
ses naseaux sont longs et sa belle encolure arquée.
En plus de toutes ces belles qualités,
sa queue est longue et son ventre droit
comme ses jambes.
Pour mieux encore être le cheval parfait,
sa crinière est épaisse et son poitrail spacieux
et la nature l'a aussi doté d'une belle corne dure
et rondelette […] »

Les caractéristiques de la race napolitaine sont fixées au XVe siècle.
Il joint la taille à l'élégance, la douceur au liant.
Il allie la puissance de l'arrière-main des races occidentales issues du barbe, et la légèreté de l'encolure des races orientales issues du cheval turc. Le cheval Napolitain suit ainsi de très près le type du « cheval baroque ». Aux qualités décrites ci-dessus, on peut ajouter les caractéristiques suivantes : c'est un cheval bien proportionné et musclé; sa tête est hautaine et carrée; son cou est long et musclé; ses épaules sont musclées, bien inclinées, longues et bien attachées au tronc; le garrot est fort et élevé; sa croupe est large et arrondie. Ses allures sont également remarquables.

### Robes
Les robes admises dans le standard de la race sont le bai-brun, l'alezan brûlé et le gris souris,.

### Tempérament et entretien
C'est un cheval vif, courageux et généreux. Il est également très obéissant. Facile d’entertien, il est décrit comme sobre, se contenant de peu.

## Utilisations
La conformation morphologique prépare le cheval au trait moyen léger et à la selle (ils sont estimés pour le manège et l'attelage). Les cavaliers nobles napolitains louent le cheval Napolitain qui montre sa grandeur au pas, au galop, en voyage, en bataille et en saut. Au-delà des caractères d'utilité et de praticité, le cheval Napolitain représente aussi un symbole de pouvoir et de prestige pour qui en possède.
Initialement prévu pour la guerre, le cheval Napolitain est tout d'abord sélectionné pour sa vigueur, sa capacité à porter en selle des guerriers revêtus de lourdes armures de fer et il est formé à suivre les mouvements essentiels en bataille. C'est aussi  pour son cavalier un compagnon exceptionnel, qui, grâce à ses qualités, résiste à la fatigue, à l'inconfort, et aux malaises. Au XVe siècle, l'historien Ercolani écrit ainsi : « Les chevaux Napolitains jouissaient de la plus haute réputation comme chevaux de guerre ». C'est aussi l'époque des tournois dans laquelle la joute équestre est fortement appréciée.

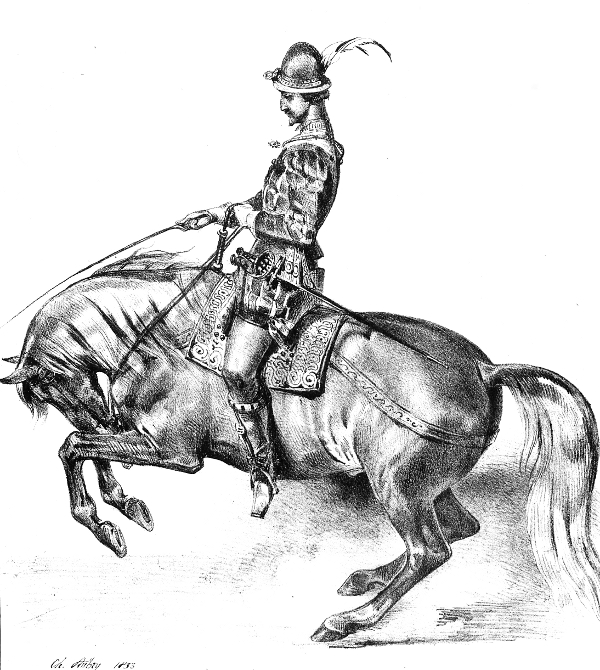
Federico Grisone tel qu'il est représenté dans L'histoire pittoresque de l'équitation, Aubry (ed.1843).

Mais c'est surtout dans la discipline du dressage et de la Haute école que ce cheval s'illustre. Le goût du baroque a porté la sélection de sujets chevalins plus légers et plus agiles, mais tout en conservant la puissance nécessaire pour exécuter des mouvements utiles pour sauver la vie. La redécouverte des traités anciens d'équitation datant de l'antiquité donne naissance, à la fin du XVe siècle, à des ballets équestres. Ceux-ci s'inspirent des ballets à pied. Chaque ballet possède donc sa propre chorégraphie et sa propre musique, souvent créée pour cette seule occasion. Les chevaux exécutent ainsi de nombreuses figures, avec des courbettes, du travail au galop et de nombreux sauts d'école. De grands écuyers napolitains, comme Cola Pagano ou Federico Grisone, ont ainsi amené l'équitation à devenir une véritable science et ont enseigné à des élèves venant de partout en Europe. En 1733, La Guerinière témoigne que les chevaux napolitains sont très doués pour le piaffer.

## Quelques chevaux Napolitains célèbres
Certains noms de chevaux Napolitains ont traversé les siècles et ont été retrouvés dans des écrits : Capitano, Donnanna, Pompisio, Bellagamma, Toleto, Sigiero, Allegrezza, Garrafa, Altabrandino, Guaglienella, Fraschetto, Lattuca, Saittone, Principessa, Duchessa, Livantina, Rosella, Biancona, Bisignana, Bandiera, Corrozzella, Evulpacchia et Rubbina.

## Dans la culture
On trouve de nombreuses gravures datant des XVIe siècle, XVIIe siècle et XVIIIe siècle représentant le cheval Napolitain. Ces gravures étaient à l'origine utilisées pour illustrer des traités d'élevage ou des traités équestres.
Une particularité artistique fait aujourd'hui la célébrité du château de Venafro dans la Province d'Isernia. Enrico Pandone, comte de Venafro au XVIe siècle, a fait représenter ses chevaux Napolitains grandeur nature sur les murs de son château.
Boccace situe à Naples une nouvelle de son Décaméron dans laquelle le héros va de Pérouse à Naples pour y acheter de bons chevaux.